# إيرني بيكر
إيرني بيكر (بالإنجليزية: Ernie Baker)‏ هو لاعب كرة قاعدة أمريكي، ولد في 8 أغسطس 1875 في كونكورد في الولايات المتحدة، وتوفي في 25 أكتوبر 1945 في هومر في الولايات المتحدة.

## وصلات خارجية
- إيرني بيكر على موقعبيزبول رفرنس.كوم (الدوري الرئيسي) (الإنجليزية)
- إيرني بيكر على موقعبيزبول رفرنس.كوم (الدوري الثانوي) (الإنجليزية)